# Broom Bridge

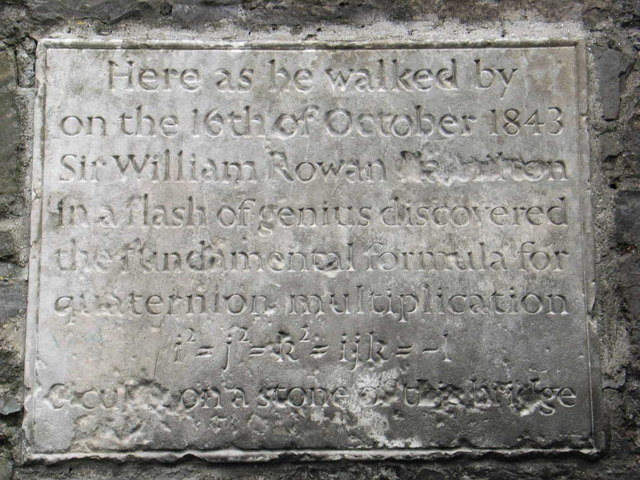
Targa commemorativa sul Broom Bridge

Il Broom Bridge, conosciuto anche come Brougham Bridge è un ponte lungo la Broombridge road, che attraversa il Royal Canal, presso Cabra, sobborgo di Dublino, Irlanda. Prende il nome da William Brougham, uno dei dirigenti della compagnia che gestiva il canale stesso. È famoso soprattutto in quanto è il posto in cui il matematico e fisico William Rowan Hamilton scrisse per la prima volta l'importante formula del quaternione, il 16 ottobre 1843, evento commemorato da una targa in pietra, collocata sul lato nord-occidentale del ponte.
Il testo recita:
L'importanza della scoperta fu tanto grande che molti matematici sono venuti su questo ponte per delle specie di pellegrinaggi. Tra gli altri si annoverano i premi Nobel Murray Gell-Mann, Steven Weinberg e Frank Wilczek, oltre a celeberrimi personaggi come Andrew Wiles e Ingrid Daubechies.